# Thomas Schroedter
Thomas Theodor Schroedter (* 20. September 1955 in Kleve) ist ein deutscher Soziologe, Fotograf, Journalist und DJ.

## Leben und Beruf
Schroedter studierte zwischen 1977 und 1978 an der Fachhochschule Siegen im Fachbereich Sozialwesen. 1978 wechselte er zur Fachhochschule Bielefeld und schloss das Studium im Sommer 1980 mit dem Diplom ab. Seit dieser Zeit ist er als DJ, Fotograf und Journalist unter anderem für die Zeitschriften analyse & kritik und Sozialistische Zeitung (SOZ) und als Redakteur für das freie Radio „Radio Palmares“ tätig.
Ab Oktober 1980 studierte er an der Gesamthochschule Paderborn Erziehungswissenschaften. 1987 schloss er das Studium der Erziehungswissenschaften mit einer Diplomarbeit bei Dieter H. Jütting im Bereich der Jugend- und Erwachsenenbildung ab. Während dieser Zeit arbeitete er als Sozialpädagoge in Paderborn im „Haus der offenen Tür“ und war mit einer Unterbrechung bis 1991 Bildungsreferent beim Bund Deutscher PfadfinderInnen (BDP) in Frankfurt.
Von April 1994 bis Dezember 1994 war er wissenschaftlicher Mitarbeiter beim Auslandsamt der Gesamthochschule Paderborn. Danach arbeitete er ein Jahr bis Dezember 1995 als wissenschaftlicher Mitarbeiter im Ausschuss für wirtschaftliche Zusammenarbeit für den Bundestagsabgeordneten Winfried Wolf in Bonn.
Zwischen 2001 und 2003 arbeitete Schroedter an der Fachhochschule Darmstadt im Bereich der Sozialpädagogik als wissenschaftlicher Mitarbeiter. Er erhielt einen Lehrauftrag von der Fachhochschule Darmstadt von April 2002 bis März 2005. Zwischen 2003 und 2009 lehrte Schroedter an der Universität Paderborn im Fachbereich der Soziologie. Seit 2009 ist er Lehrkraft für besondere Aufgaben an der Universität Paderborn. Im Sommer 2015 schloss er seine  Promotion zum Thema „Jugend als Privileg und Diskriminierung“ ab. 

## Publikationen
- Antiautoritäre Pädagogik. Zur Geschichte und Wiederaneignung eines verfemten Begriffes, Schmetterling-Verlag Stuttgart, 2013, ISBN 978-3-89657-598-2
- mit Christina Vetter: Polyamory. Eine Erinnerung, Schmetterling-Verlag Stuttgart, 2. Auflage 2013, ISBN 978-3-89657-659-0
- Globalisierung, Hamburg: eva 2008, ISBN 978-3-434-46106-7
- Thomas Schroedter et al.: Politische Jugendbildung auf dem Prüfstand. Ergebnisse einer bundesweiten Evaluation, Juventa-Verlag 2004, ISBN 978-3-7799-0264-5
- 50 Jahre Einmischung im Interesse der Jugend. Zur Geschichte von Jugendarbeit und Politik, Brandes und Apsel Frankfurt am Main, 1998, ISBN 978-3-86099-128-2